# جوزيف سعيد
جوزيف سعيد (بالإنجليزية: Joseph Said)‏ هو دراج مالطي، ولد في 20 أبريل 1954.

## وصلات خارجية
- جوزيف سعيد على موقع أرشيف الدراجات (الإنجليزية)
- جوزيف سعيد على موقع أوليمبيديا (الإنجليزية)